# Шеснаеста муслиманска бригада НОВЈ
Шеснаеста муслиманска бригада НОВЈ је формирана 21. септембра 1943. године у Буквику код Брчког од Муслиманског батаљона Шесте источнобосанске ударне бригаде као Трећа босанска муслиманска бригада. На дан формирања имала је четири батаљона и пратећу чету са око 700 бораца. По формирању ушла је у састав Седамнаесте источнобосанске дивизије НОВЈ. Коначни назив добила је 17. октобра 1943. године приликом увођења јединствене нумерације бригада НОВЈ.
За команданта бригаде именован је Салим Ћерић, а за политичког комесара Мухидин Бегић. За обавештајног официра постављен је Хилмија Шахинпашић, за интенданта Шериф Буљубашић, за референта санитета Анкица Павловић–Албахари, касније Адем Акшамија и за бригадног лекара Ервин Гинзберг. За команданте 1. и 2. батаљона постављени су Изо Јахић и Арслан Готовушић. После ослобођења Тузле, као резултат масовног прилива нових бораца, формирају се 3. и 4. батаљон. За команданте постављени су Садик Кадрушић Дик и Рагиб Џинџо, народни херој Југославије. У време формирања близу 90% борачког и руководећег састава бригаде били су Муслимани, 7% Срби, 1,8% Хрвати, 1,2 % осталих националности. По социјалном саставу бригада је имала: 292 радника, 247 сељака, 127 ђака, 5 студената, 36 чиновника и 35 осталих. У њој било је 58 жена.
За своје заслуге током Народноослободилачког рата, бригада је одликована Орденом заслуга за народ и Орденом братства и јединства.

## Ратни пут бригаде
Учествовала је у операцији за ослобођење и одбрану Тузле од 29. септембра до 7. октобра 1943, и посебно се истакла 30. септембра-1. октобра  при заузимању насеља и рудника Букиње и брда Илинчице. У то време домобрански пуковник Сулејман Филиповић био је у Тузли, а са партизанима је сарађивао од 1941. и много допринео успеху акције. После ослобођења Тузле формирана су још два батаљона. У саставу 17. дивизије учествовала је у нападу на непријатељске посаде у долини Спрече и разбијању четничких снага на планини Озрену, а 20-22. октобра у ослобођењу Вареша. До краја октобра и у новембру водила је борбе на Романији са четницима, усташама, домобранима и Немцима. Почетком децембра обезбеђивала је пребацивање рањеника 17. дивизије са Романије у Шековиће, а 9. децембра заузела усташки гарнизон Кладањ.
У источнобосанској зимској операцији, децембра 1943, водила је борбе при преласку реке Криваје. У тешким борбама око Тузле 16-20. јануара 1944. претрпела је знатне губитке. До 15. марта дејствовала је на Мајевици, а потом је у саставу 27. дивизије водила тешке борбе са четницима и деловима 7. СС дивизије „Принц Еуген” на просторији Калиновик, Фоча, Горажде. Јединице чији су припадници (претежно Фолксдојчери с подручја Баната) имали доста искуства у антипартизанској борби, али су били упамћени и по великој бруталности. Но, 16. муслиманска бригада је, захваљујући способности маневрисања и одлично примењеној партизанској тактици, успешно пребродила ту офанзиву, а губици су надомештени врбовањем и мобилисањем људства у крајевима у којима се кретала. Кад се 27. дивизија НОВЈ пребацила на Романију, бригада је од 6. априла остала у Шћепан-пољу у заштити дивизијске болнице. Истакла се у борбама против немачких и усташко-домобрамнских снага у Бирчу током јула и на планини Јавору током прве половине августа, за ослобођење Кладња 1. септембра, Зворника 12. септембра, Живиница 15. септембра, и Тузле 17. септембра. поново је упућена на Романију и Јахорину, ослободила је Горажде 26. октобра, у новембру је водила борбе с Немцима и четницима дуж друма Вишеград-Рогатица-Соколац, а у првој половини децембра дуж друма Соколац-Власеница и у рејону Дрињаче. Дана 22. децембра учествовала је у разбијању четничких снага у рејону Шековића, а 27. децембра источно од Тузле.
Крајем 1944. године, бригада одиграла је кључну улогу у одбрани Тузле од четничке групације, предвођене самим Дражом Михаиловићем. Након тога је реорганизована, опремљена новим оружјем и опремом, те попуњена новим борцима. Били су то махом Срби, како мобилисани цивили, тако и бивши припадници квинслиншке Српске државне страже и пребегли четници. Као што су раније примљени дезертери из 13. СС дивизије, тако су борци 16. муслиманске бригаде примили и ове нове ратне другове. Заједно са Србима, у бригаду је ступио и значајан број етничких Албанаца са Косова. Тиме је и проценат Муслимана у 16. муслиманској бригади са око 90% спао на неких 70-60 процената, али је зато у другим партизанским јединицама постотак муслиманских бораца растао из дана у дан.
У оквиру операција Друге армије НОВЈ у источној Босни, бригада је учествовала у борбама око Власенице 5-9. јануара 1945, заузимању Хан-Пијеска 11-12. јануара, дуж друма Кладањ-Тузла крајем јануара, у рејону Зворника током фебруара те у Сарајевској операцији 29. марта-10. априла. Борци 16. муслиманске бригаде били први партизани који су закорачили у Сарајево, спустивши се преко Вратника и Ковача на Башчаршију. Кроз Вратничку капију јединице бригаде су прошле око 17.30 сати, ликвидирале немачки отпор у Већници, истакнувши на њој нову југословенску заставу, што је симболично означило ослобођење Сарајева од фашизма. Бригада је након тога учествовала у ослобођењу Завидовића 11-15. априла. Борбени пут завршила је чишћењем просторије Грачаница, Модрича, Добој од разбијених усташких и четничких делова у тешкој бици, у последњем упоришту усташких снага код Оџака, као прва јединица која је пробила усташке линије одбране.